# Каулиньш, Янис
Янис Каулиньш (10 июля 1889 года — 30 апреля 1942 года) был латвийским офицером, политиком и общественным деятелем. Член Латвийской партии молодых фермеров и малых земель. Депутат 3 и 4 Сейма. Министр внутренних дел Латвии (1932–1933) и министр сельского хозяйства (1934–1935). После оккупации Латвии был депортирован в СССР и расстрелян в 1942 году.

## Биография
Родился в 10 июля 1889 года в Риге, в семье Михаила Каулиньша. 
Учился в Рижском реальном училище, учился в Рижском политехническом институте. Во время Первой мировой войны в 1916 году его призвали в армию Российской империи и отправили в Александровское военное училище в Москве. Служил в 109-м пехотном резервном полку, в марте 1917 года был переведен в резерв Латышского стрелкового полка. После подписания Брестлитовского мирного договора он был демобилизован в 1918 году. 
Во время латвийских боев за свободу Каулиньш вступил в батальон Калпака 3 января 1919 года и был назначен комендантом и командиром роты добровольцев Приекуле. Во время апрельского переворота старший лейтенант Каулиньш спас из немецкого плена министра обороны Латвии Яниса Залитиса и отвез его в порт Лиепаи на правительственном корабле "Саратов". После освобождения Риги в мае 1919 года Каулиньш стал комендантом штаба главнокомандующего Латвийской армии. Во время Бермонтиады его повысили до капитана, а после освобождения Земгале он был назначен командиром 3-го пограничного полка. 1 мая 1921 года Каулиньш была уволен с военной службы.
В 1922 году он окончил экономический факультет Латвийского университета и вступил в студенческую корпорацию Talavija . Работал руководителем Елгавского отделения Государственного земельного банка, был командиром автороты 16 Елгавского полка айзсаргов и работал в советах Военного ордена Лачплесиса и ордена Трёх звёзд. 
В 1928 году Каулиньша избрали в 3. Сейм от списка Латвийской партии молодых фермеров и мелких земель, в 1931 году был избран в 4-й Сейм, где он работал в Финансово-торговой комиссии. В марте 1932 года он стал министром внутренних дел в правительстве, возглавляемом Маргерсом Скуениексом. После переворота Улманиса 15 мая 1934 года он стал министром сельского хозяйства нового правительства где находился на должности до июля 1935 года. В 1935 году он был назначен директором Земельного банка. После ухода в отставку в 1938 году Каулиньш жил в Елгаве, был членом правления Елгавского кредитного союза и членом "общества батальона Калпака".
После оккупации Латвии в 1940 году Каулиньш начал работать бухгалтером в Елгавском государственном страховом офисе.  
Во время депортации 14 июня 1941 года он был арестован и 16 июня 1941 года вывезен в Новосибирскую область. 25 декабря 1941 года Новосибирский областной суд приговорил И. Каулиньша к смертной казни по статье 58, 4 и 13 пункта Уголовного кодекса РСФСР. Подал кассационную жалобу, но решение не изменилось. Расстрелян 30 апреля 1942 года.

## Награды
- Военный орден Лачплесиса (№ 3/897, 1921)
- Орден Трех Звезд, III класс